# Baruch Minke
Baruch Minke (1940) es un bioquímico y genetista israelí. Descubrió los canales iónicos TRP, implicados en las sensaciones sensoriales y el dolor.

## Biografía
Nace en Tel Aviv (Israel) y se doctora en Biofísica por la Universidad Hebrea de Jerusalén en 1973. Ha impartido docencia en distintas universidades, como puedan ser la Universidad Johns Hopkins, la Universidad de California en San Diego o la Universidad Nacional de Australia. Ha trabajado en distintos centros de investigación como el Instituto Max Planck de Alemania o el Hospital Cantonal de Ginebra (Suiza). Desde 1987 es profesor de Fisiología en la Universidad Hebrea de Jerusalén.
Es miembro de distintas instituciones, como puedan ser la Organización Internacional de Investigación Cerebral (IBRO) o la Asociación Israelí para Investigación Visual. Pertenece a varios consejos de redacción de revistas científicas.

## Investigación científica
Baruch Minke descubrió unos nuevos canales iónicos mientras investigaba con la mosca de la fruta a los que denominó TRP. Estos canales son una ruta común señalizada para numerosos sistemas sensoriales, incluidos los nociceptores.
Los canales TRP están implicados en la percepción del dolor, la termosensación, la mecanosensación, la fotorrecepción, la percepción de feromonas, la percepción del gusto, la percepción de componentes acres, la homeostasis de Ca2+ y Mg2, la regulación del tono del músculo liso y de la tensión arterial, la función lisosómica, la regulación cardiovascular y el control del crecimiento y de la proliferación celular.
En 2010 fue galardonado con el Premio Príncipe de Asturias de Investigación Científica y Técnica junto a David Julius y Linda R. Watkins.